# Антонія Новелло
Антонія Коельо Новелло (англ. Antonia Coello Novello, нар. 23 серпня 1944, Фахардо) — пуерто-риканська лікарка і генеральна хірургиня США. Спеціалістка з охорони здоров'я і гігієни. Перша жінка та перша представниця іспаномовної країни, що стала міністром охорони здоров'я США.

## Біографія
Народилася 23 серпня 1944 року в Фахардо, Пуерто-Рико, старшою з трьох дітей. Завершила середню школу у 15 років.
Новелло відвідувала університет Пуерто-Рико в Ріо-П'єдрі, де отримала ступінь бакалавра наук у 1965 році. Продовжила навчання в університеті Пуерто-Рико. Медицина в Сан-Хуані, де здобула ступінь доктора медицини в 1970 році. Того ж року Антонія одружилася з Джозефом Р. Новелло і переїхала з ним до Енн-Арбор, штат Мічиган, де продовжила медичне навчання. Новелло розпочала педіатричне стажування в медичному училищі Мічиганського університету. Вона стала першою жінкою, яка отримала нагороду «Інтерн-року Мічиганського відділення педіатрії». У 1973 році Новелло з чоловіком переїхала до Вашингтона, щоб до 1976 року почати проживати в педіатричній нефрології в лікарні університету Джорджтаунської медицини.
У 1976 році Антонія Новелло працювала в педіатричному відділенні Університетської лікарні Джорджтауна (Georgetown University Hospital). Працювати в міністерстві охорони здоров'я Новелло почала в 1979 році; спочатку її призначили на посаду проєктної керівниці в Національному інституті артриту, метаболізму і захворювань травного тракту (National Institute of Arthritis, Metabolism and Digestive Diseases) — одній із філій Національного інституту охорони здоров'я (National Institutes of Health, NIH). Паралельно з роботою в NIH Новелла працювала над своєю докторською; ступінь здобула в 1982 році.
Послідовно змінивши цілий ряд посад, Новелло була призначена на пост помічниці начальника медичної служби Офіцерського корпусу служби охорони здоров'я США (United States Public Health Service Commissioned Corps); водночас вона працювала заступницею директора Національного інституту здоров'я дитини і розвитку людського організму (National Institute of Child Health and Human Development, NICHD).
У вересні 1987 року Антонія Новелло стала координаторкою програми по дослідженню ВІЛ; працювала ця програма в стінах все того ж NICHD. Особливий інтерес у Новелло викликали проблеми лікування хворих на СНІД дітей; саме діяльність в цій області і привернула до неї інтерес Білого Дому.
Міністеркою охорони здоров'я Новелло стала 9 березня 1990 року; призначена на посаду самим Джорджем Бушем. Найбільшу увагу під керівництвом Новелло служба приділяла охороні здоров'я жінок, дітей і меншин; чимало сил було кинуто на боротьбу з підлітковим алкоголізмом, курінням і СНІДом.
Антонія Новелло зіграла досить важливу роль у запуску проекту «Healthy Children Ready to Learn Initiative». Вона активно співпрацювала з цілим рядом сторонніх організацій, у міру можливостей просуваючи проєкти з вакцинації дітей та зниження рівня дитячих травм.
Публічні виступи міністерки часто стосувалися в першу чергу проблем підліткового алкоголізму; в цілому Антонія Новелло написала на цю тему вісім звітів для міністерства охорони здоров'я. Боролася вона і з надмірним поширенням тютюну — особливо серед молоді; не раз Новелло досить їдко відгукувалася про виробників тютюну, які використовують у своїх рекламних роликах мультиплікаційних персонажів, чим затягають в свої тенета порівняно юних споживачів. Новелл кілька разів виступала проти абортів; вона підтримувала політику, яка забороняє представникам, що фінансуються урядом центрів планування сімей, обговорювати з потенційними матерями можливість аборту.
Залишила посаду міністерки 30 червня 1993 року; представники адміністрації Клінтона особливо відзначили, що за час своєї роботи Антонія Новелло продемонструвала неймовірну енергію і талант. Охорона здоров'я в цілому Новелло не залишила — залишилася штатною співробітницею національної служби охорони здоров'я. У період з 1993 по 1996 рік працювала як особлива представниця у справах здоров'я і харчування Дитячого Фонду ООН (UNICEF Special Representative for Health and Nutrition).
У 1999 році губернатор Нью-Йорка Джордж Патакі призначив Антонію Новелло керівницею місцевого департаменту охорони здоров'я; вона займала пост до 2006 року. У 2008 році Новелло стала віце-президентом у справах жіночого і дитячого здоров'я і громадських заходів (Women and Children Health and Policy Affairs) в Дитячій лікарні Діснея при Флоридської лікарні (Disney Children's Hospital, Florida Hospital) в Орландо, Флорида (Orlando, Florida).

## Нагороди
- Відзначена службовою медаллю
- Видатна медаль служби охорони здоров’я
- Громадська служби охорони здоров'я
- У списку осіб видатних підрозділів служби охорони здоров'я
- Подяка підрозділу служби охорони здоров’я
- Національна премія за готовність до надзвичайних ситуацій
- Премія служби охорони здоров’я за кордоном
- Стрічка регулярного корпусу охорони здоров'я
- Асоціація військових хірургів США
- Асоціація офіцерів запасу
- Генеральний знак хірурга
- У 1994 році Новелло введена в Національний жіночий зал слави